# Cá (thực phẩm)

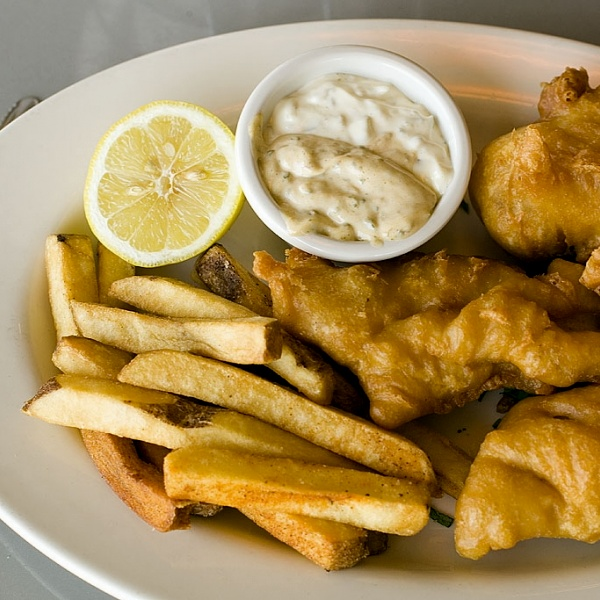
Cá và khoai tây với nước sốt và chanh.

Cá là nguồn thực phẩm quan trọng được tiêu thụ bởi nhiều loài động thực vật, trong đó có con người. Cá là nguồn cung cấp protein cho con người thông qua các ghi chép lịch sử. Hơn 32,000 loài cá được miêu tả, và cá là nhóm động vật có xương sống đa dạng nhất. Tuy nhiên, chỉ có số lượng nhỏ các loài cá được con người dùng làm thực phẩm.